# Jeguk
Jeguk (hangeul : 제국대장공주 ; hanja : 齊國大長公主 ; RR : Jeguk Daejang Gongju ; MR : Ch'eguk T'aech'ang Kongch'u ; litt. « Grance Princesse Jeguk »), puis Jangmok (hangeul : 장목왕후 ; hanja : 莊穆王后 ; litt. « Reine Jangmok »), puis Inmyeong (hangeul : 인명태후 ; hanja : 仁明太后 ; litt. « reine douairière Inmyeong »), est une princesse Mongole de la dynastie Yuan née le 22 juillet 1251 et morte le 11 juin 1297.  
Elle est la plus jeune des filles de Kubilai Khan et de sa première femme Chabi et porte le nom mongol de Khutlug Kelmish. Elle est mariée au roi coréen de Goryeo Chungnyeol pour renforcer la mainmise des Yuan sur la Corée, et est la mère du futur roi Chungseon. 